# Édentől nyugatra
Az Édentől nyugatra (angolul West of Eden) Harry Harrison regénye, amely 1984-ben jelent meg először.

## Története
|  | Alább a cselekmény részletei következnek! |

65 millió évvel ezelőtt egy kozmikus katasztrófa véget vetett Földünkön a dinoszauruszok uralmának. Egy másik Föld párhuzamos világában azonban nem következett be kataklizma, és az óriásgyíkok törzsfejlődése zavartalanul folytatódott tovább.
Aztán a bolygó legfejlettebb lényei a soros jégkorszak zord időjárása elől menekülve birtokba vesznek egy új kontinenst, és ekkor különös, gyengének látszó, ám annál ravaszabb ellenféllel akadnak össze: egy két lábon járó emlősfajjal, melynek tagjai durva kőeszközöket használnak, és fegyverrel vadásznak mindenre, ami táplálékul szolgálhat. Két civilizáció öldöklő élethalálharca bontakozik ki az elkerülhetetlen konfliktusból, és összecsapásuknak csak egyetlen győztese lehet, az egész világ további ura.
Harry Harrison lenyűgöző aprólékossággal építi föl egy idegen világ nem létező, mégis hitelesnek ható történelmét, és az olvasó döbbenten konstatálja, milyen kevésen múlt, hogy nem így alakult a valóság.
|  | Itt a vége a cselekmény részletezésének! |

## Magyarul
- Édentől nyugatra; ford. Joó Attila; Metropolis Media, Bp., 2009 (Galaktika fantasztikus könyvek)